# Ornduffia albiflora
Ornduffia albiflora är en vattenklöverväxtart som först beskrevs av Ferdinand von Mueller, och fick sitt nu gällande namn av Tippery och Les. Ornduffia albiflora ingår i släktet Ornduffia och familjen vattenklöverväxter. Inga underarter finns listade i Catalogue of Life.